# Popcorn Story
Popcorn Story este un film românesc din 2001 regizat de Tudor Giurgiu. Rolurile principale au fost interpretate de actorii Mihai Brătilă, Lia Bugnar, Dragoș Bucur.

## Distribuție
Distribuția filmului este alcătuită din:
- Bogdan Uritescu
- Andrei Băleanu
- Mirela Nicolau
- Cerasela Iosifescu
- Adrian Ciobanu
- Emil Hostină
- Lia Bugnar — Lili
- Mihai Brătilă
- Cătălina Murgea
- Dragoș Bucur